# Haubenbartvogel

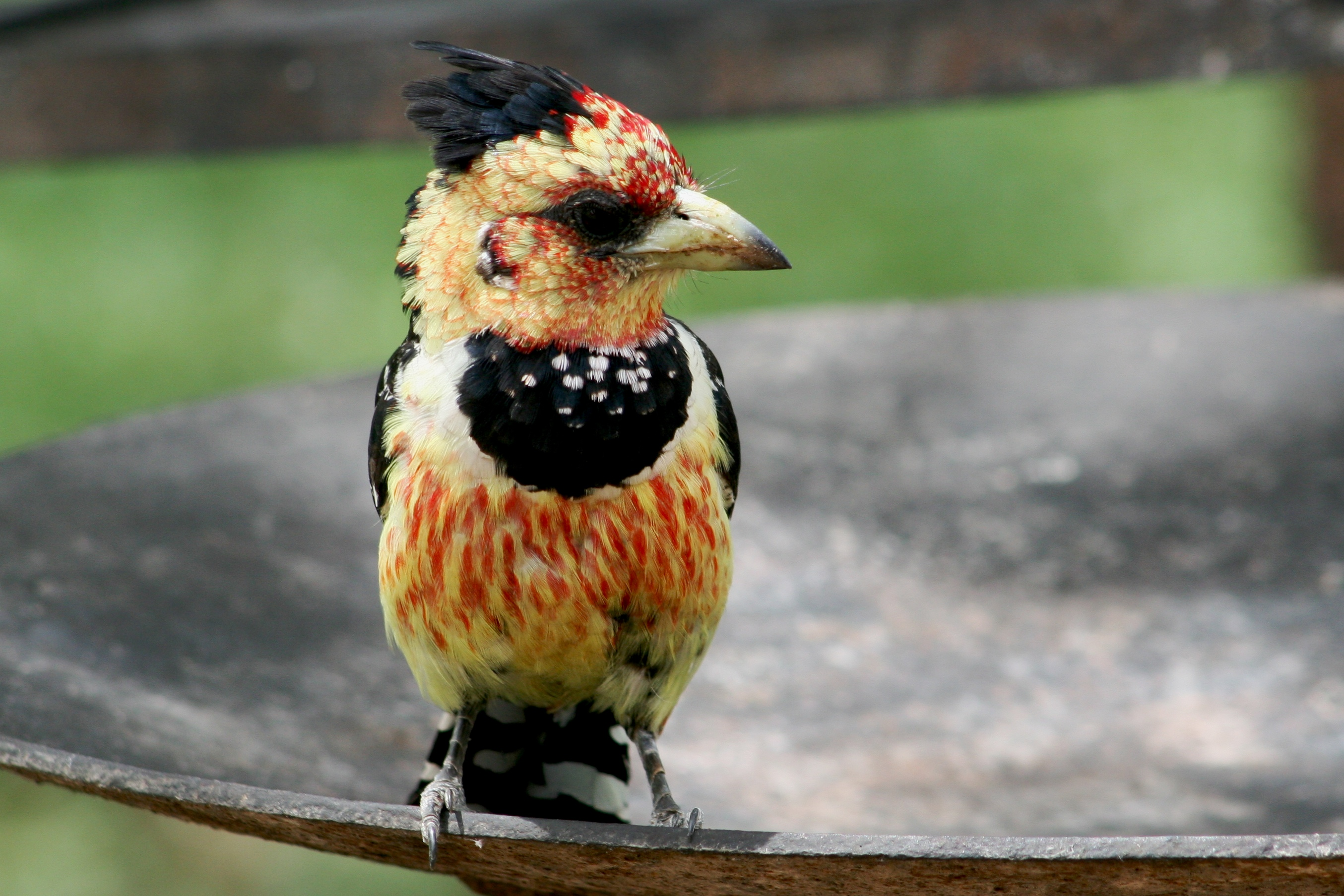

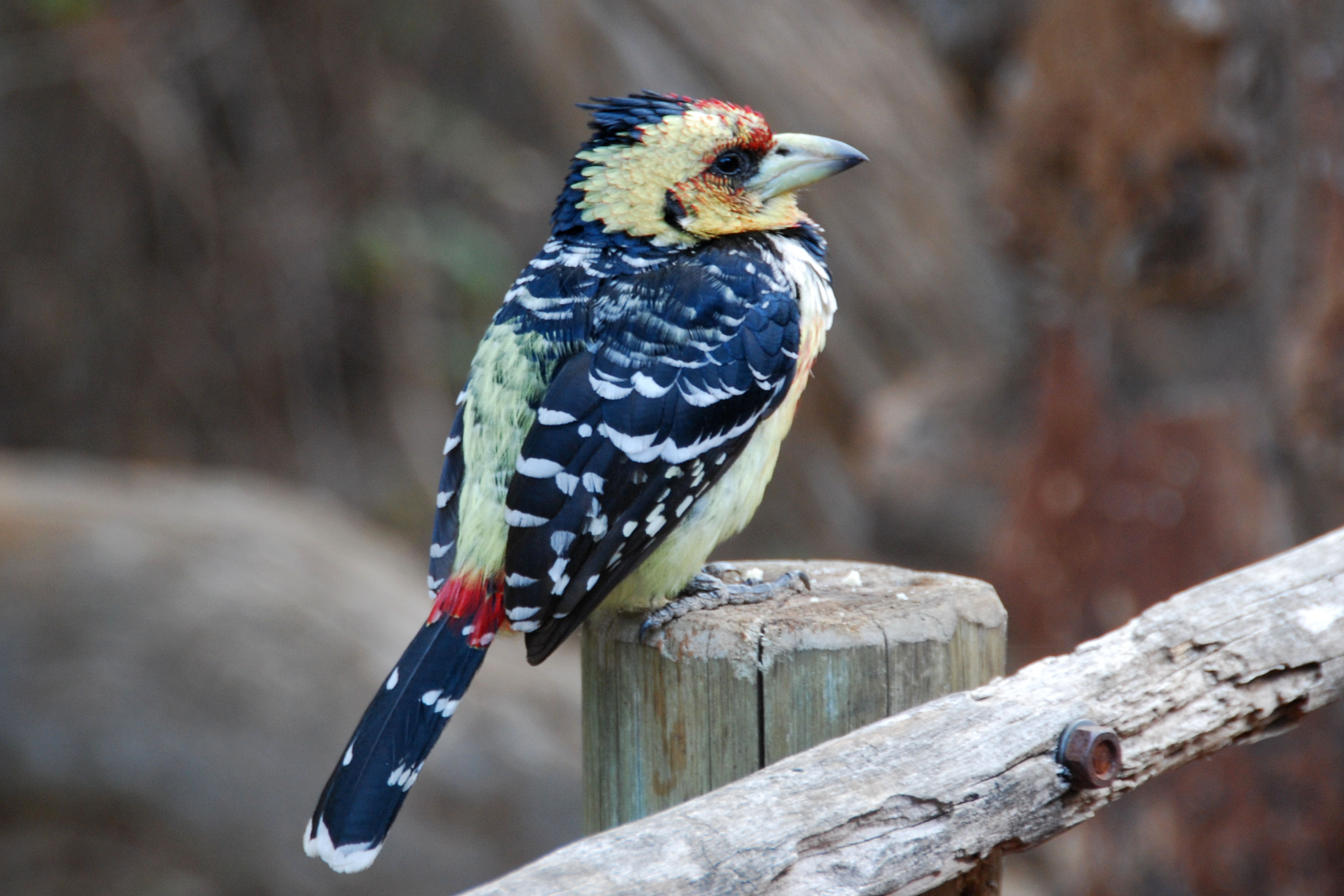

Der Haubenbartvogel (Trachyphonus vaillantii), auch Schwarzrücken-Bartvogel genannt, ist eine Vogelart aus der Familie der Afrikanischen Bartvögel. Die Art kommt nur im Süden Afrikas vor. Es werden mehrere Unterarten unterschieden. Die IUCN stuft den Hauben-Bartvogel als nicht gefährdet (least concern) ein.

## Erscheinungsbild
Die Männchen der Nominatform erreichen eine Flügellänge von 9,5 bis 10,5 Zentimetern. Der Schwanz wird zwischen 8,0 und 9,4 Zentimeter lang. Die Schnabellänge beträgt 2,0 bis 2,6 Zentimeter. Weibchen haben ähnliche Körpermaße. Es besteht kein auffälliger Sexualdimorphismus. Einige Weibchen sind lediglich etwas blasser gefärbt als Männchen und weisen weniger Rotanteile im Gefieder auf.
Der Kopf ist gelb mit einigen roten kleinen Flecken und Streifen. Die schwarze Federbasis ist mitunter sichtbar. Die Federhaube am Hinterkopf sowie der Nacken sind schwarz, in Höhe der Ohrdecken findet sich ein schwarzer, undeutlich halbmondförmiger Fleck. Die Körperoberseite ist glänzend schwarz mit einer gelblichen bis weißen Querbänderung. Der Bürzel ist limonengelb. Die Oberschwanzdecken sind schwarz mit roten Federspitzen. Die Steuerfedern sind schwarz bis schwarzbraun mit einer schmalen weißen Querbänderung. Auf der Vorderbrust findet sich ein großer, schwarzglänzender schildförmiger Fleck. Dieser weist bei den meisten Individuen silbrige bis silbrig-rötliche Punkte auf. Die übrige Körperunterseite ist gelb, an der Brust und an den Körperseiten jedoch rötlich gestreift. Die unbefiederte Haut rund um die Augen ist schwarz, die Augen sind rot bis rotbraun. Der Schnabel ist gewöhnlich hornfarben mit einer dunkleren Spitze. Die Beine und Füße sind braun oder grau bis schwarz. 
Jungvögel sind etwas matter gefärbt als die adulten Vögel. Insgesamt wirken sie etwas mehr bräunlich, das Gelb ist bei ihnen weniger intensiv. 
Verwechslungsmöglichkeiten bestehen nur mit Vogelarten aus seiner eigenen Gattung: Vom Flammenkopf-Bartvogel unterscheidet sich der Hauben-Bartvogel durch seine auffällige Federhaube. Diese Art hat außerdem wie Ohrfleck-Bartvogel und Gelbschnabel-Bartvogel einen gelblichen Schnabel.

## Verbreitungsgebiet und Lebensraum
Der Haubenbartvogel kommt vom Norden Angolas über die DR Kongo, den Südwesten Ugandas, über Ruanda, den Nordosten Namibias, den Norden und Osten Botswanas, über Simbabwe und Mosambik, bis in den Osten der Südafrikanischen Republik vor. Die Höhenverbreitung reicht vom Meeresniveau bis in Höhenlagen von 2250 Metern.
Der Lebensraum  sind Dickichte, Wälder und Buschland entlang von Flussläufen. Am häufigsten sind Hauben-Bartvögel in offenen Mopane-Wäldern sowie dem Miombo, einem Waldsavannentyp.

## Lebensweise
Der Haubenbartvogel sucht überwiegend auf dem Erdboden nach Nahrung und hält sich zwischen Bäumen, Büschen und Termitenhügeln auf. Gelegentlich fliegt er auch in das Astwerk von Bäumen und Sträuchern, wo er mitunter ähnlich wie Meisen kopfüber an den Ästen hängt. Auf dem Erdboden bewegt er sich überwiegend hüpfend fort. Zum Nahrungsspektrum gehören Früchte wie Feigen, Beeren und Guaven sowie verschiedene Samen. Insekten spielen gleichfalls eine große Rolle. Er frisst unter anderem Heuschrecken, Käfer, Wespen, Kakerlaken und Termiten. In Südafrika ist er häufig auch an Vogelfutterhäuschen zu beobachten. 
Er ist nicht so ausgeprägt sozial wie andere Schmuckbartvögel. Meist ist er nur mit dem Partnervogel vergesellschaftet und übernachtet mit diesem beispielsweise in selbst gegrabenen Höhlen oder in den aufgegebenen Nestern anderer Vögel wie beispielsweise der Kapschwalbe (Cecropis cucullata) oder dem Mahaliweber (Plocepasser mahali). Dort, wo die Art nicht vom Menschen verfolgt wird, ist der Hauben-Bartvogel ein ausgesprochen zahmer Vogel, der sich Menschen nähert.
Haubenbartvögel sind Höhlenbrüter, die gewöhnlich jedes Jahr in frisch gezimmerten Baumhöhlen brüten. Sie bevorzugen dabei weichholzige Arten wie beispielsweise die Pappelart Populus wislizenii. Gewöhnlich befinden sich die Nester in einer Höhe von einem bis vier Metern über dem Erdboden. Sie nutzen gelegentlich auch künstliche Nisthöhlen. Das Gelege besteht aus drei bis vier Eiern, die eine glänzend weiße Oberfläche haben. Das Legeintervall beträgt 24 Stunden, die Bebrütung beginnt mit dem zweiten oder dritten Ei. Beide Elternvögel brüten, das Weibchen hat aber den größeren Anteil am Brutgeschäft. Beobachtet wurde, dass nach dem Verlust des Partners der überlebende Hauben-Bartvogel sich sehr schnell wieder verpaart und es dann zu Infantizid kommen kann. In beiden beobachteten Fällen zerstörte der neue Partner die Eier beziehungsweise tötete die Nestlinge und begann dann erneut mit einer Brut. Die Brutzeit beträgt zwischen 13 und 17 Tage. Die Nestlingszeit ist nicht genau bekannt und wird mit 17 bis 31 Tagen angegeben. Nach dem Ausfliegen folgen die Jungvögel den adulten Vögeln noch einige Zeit. Beginnen diese eine zweite Brut, verbleiben die Jungvögel zwar im Territorium, werden aber nicht mehr in der Nisthöhle geduldet.

## Unterarten
Bisher werden folgende zwei Unterarten unterschieden:
- Trachyphonus vaillantii suahelicus Reichenow, 1887[5] kommt im zentralen Angola und dem Südosten der Demokratischen Republik Kongo bis in den Norden Tansanias und das zentrale Mosambik vor.
- Trachyphonus vaillantii vaillantii Ranzani, 1821[6] ist vom südlichen Angola bis ins südliche Mosambik und das östliche Südafrika verbreitet.

Trachyphonus nobilis Ogilvie-Grant, 1912 wird heute als Synonym zur Nominatform betrachtet.

## Etymologie und Forschungsgeschichte
Die Erstbeschreibung des Haubenbartvogels erfolgte 1821 durch Camillo Ranzani unter dem Namen Trachyphonus Vaillantii. Zur Beschreibung des Typusexemplar verwendete die Tafel 32 von François Levaillants  Histoire naturelle des promerops, et des guêpiers, der den Vogel mit dem Trivialnamen Le Promépic illustrierte und beschrieb. Mit der Art führte er die neue Gattung Trachyphonus ein. Dieses Wort leitet sich vom griechischen τραχυς trachus für „rau“ und -πτερος, πτερόν phōnē, phōneō für „Laut, Schrei, rufen“ ab. Das Artepitheton »vaillantii« wurde nach dem Erstbeschreiber des französischen Trivialnamens benannt. Suahelicus bezieht sich auf Swahili, die Bewohner der Ostküste Afrikas. Schließlich bedeutet das lateinische nobilis „bewundernswert, bekannt, edel“.

## Belege

### Einzelbelege
1. ↑   Short et al., S. 119
2. ↑   Short et al., S. 120
3. 1 2 3   Short et al., S. 121
4. ↑  IOC World Bird List Jacamars, puffbirds, barbets, toucans, honeyguides
5. ↑  Anton Reichenow (1887), S. 60.
6. 1 2 3  Camillo Ranzani (1821), S. 159.
7. ↑  William Robert Ogilvie-Grant (1912), S. 397.
8. ↑  François Levaillant (1807), Tafel 32  & Text.
9. ↑  Trachyphonus The Key to Scientific Names Edited by James A. Jobling
10. ↑  suahelicus The Key to Scientific Names Edited by James A. Jobling
11. ↑  noblis The Key to Scientific Names Edited by James A. Jobling